# Betty Stöve
Betty Flippina Stöve, född 24 juni 1945 i Rotterdam, är en nederländsk högerhänt tidigare professionell tennisspelare med stora framgångar som dubbelspelare under 1970-talet.

## Tenniskarriären
Betty Stöve är den framgångsrikaste nederländska kvinnliga tennisspelaren sedan Kornelia Bouman på 1920-talet. Stöve vann under tenniskarriären 10 titlar i Grand Slam (GS)-turneringar, av vilka sex i dubbel och fyra i mixed dubbel, de senare alla tillsammans med sydafrikanen Frew McMillan. Trots att Stöve var framgångsrikast som dubbelspelare, är hon mest känd för att hon nådde singelfinalen i Wimbledonmästerskapen 1977, året då turneringen firade sitt 100-årsjubileum. Hon mötte där brittiskan Virginia Wade som vann med 4-6, 6-3, 6-1. Som singelspelare rankades Stöve som bäst som världssjua (1976 och 1978).
Stöve vann sina två första GS-dubbeltitlar tillsammans med amerikanskan Billie Jean King (Franska öppna och Wimbledon 1972). Samma säsong (1972) vann hon också en tredje GS-titel i dubbel, US Open, tillsammans med fransyskan Francoise Durr. 
Perioden 1973 - 1976 nådde Stöve åtta GS-finaler i dubbel eller mixed dubbel utan att lyckas vinna någon titel. 
År 1977 spelade Stöve alla tre finaler i Wimbledonmästerskapen. Förutom sin singelförlust förlorade hon dubbelfinalen tillsammans med Martina Navratilova och mixed dubbelfinalen tillsammans med Frew McMillan.
Först i US Open i september 1977 lyckades Stöve bryta den långa trenden av finalförluster. Hon vann då dubbeltiteln tillsammans med Martina Navratilova och mixed dubbeltiteln tillsammans med Frew McMillan. Den senare titeln vann Stöve/McMillan genom finalvinst över Vitas Gerulaitis/Billie Jean King (6-2, 3-6, 6-3). Paret upprepade sin seger året därpå (1978). Samma år vann de också mixed dubbeltiteln i Wimbledon. 
Stöve fortsatte att "varva" finalförluster i GS-turneringar, totalt förlorade hon arton sådana finaler, med segrar. År 1979 vann hon två GS-dubbeltitlar, båda med Wendy Turnbull (Franska öppna och US Open). Paret Stöve/Turnbull vann det året ytterligare sju professionella dubbeltitlar. 
Sin sista GS-titel vann Stöve 1981 tillsammans med McMillan i mixed dubbel i Wimbledonmästerskapen. 
Betty Stöve spelade i det nederländska Fed Cup-laget 1964, 1966, 1969-70, 1972, 1976-79 och 1982-83. Hon spelade totalt 52 matcher av vilka hon vann 40.

## Spelaren och personen
Betty Stöve är en storväxt person (180 cm lång), vars spel karakteriserades av en kraftfull serve och volley. Hennes grundslag var också goda, framförallt hennes backhand. Hon var också känd för sin snabbhet och beslutsamhet på banan.
Efter avslutad tävlingskarriär har Stöve verkat som tennistränare, bland andra för Hana Mandlikova (1980-1990).

## Grand Slam-titlar
- Franska öppna
  - Dubbel - 1972, 1979
- Wimbledonmästerskapen
  - Dubbel - 1972
  - Mixed dubbel - 1978, 1981
- US Open
  - Dubbel - 1972, 1977, 1979
  - Mixed dubbel - 1977, 1978